# 正法寺 (大阪市中央区)
正法寺（しょうぼうじ）は、大阪市中央区にある日蓮宗の寺院。山号は本覚山。

## 概要
- 大阪市中央区の大阪地下鉄谷町線「谷町9丁目駅」付近に位置する。
- 歌舞伎役者の三代目中村歌右衛門、二代目中村富十郎、芳澤あやめら、また雁金五人男と称される江戸時代の無頼漢、雁金文七と極印千右衛門の墓を有する。

## 周辺
- 高津宮